# En la línea de fuego. La batalla de las Ardenas
En la línea de fuego. La batalla de las Ardenas (Line of Fire. Battle of the Bulge en inglés) es un documental producido por Lara Lowe para Cromwell Productions en 2000. Escrito por Peter Mooney, cuenta con los comentarios de los historiadores Duncan Anderson, Tony Lea, Simon Trew y Aryck Nusbacher. Paul Farrer compuso su música original.
Incluido en la colección Grandes batallas de la historia en DVD, sección II Guerra Mundial, lleva por epígrafe: La batalla terrestre más importante de la Segunda Guerra Mundial.

## Argumento
Las Ardenas es considerada como la batalla terrestre más importante de la Segunda Guerra Mundial. En ella, más de un millón de soldados se enfrentaron en las operaciones militares en Bélgica y Luxemburgo en el crudo invierno de 1944. El 16 de diciembre de este año, cinco meses después del desembarco de Normandía, la Wehrmacht comenzó su última ofensiva, destinada a separar los ejércitos aliados en el sector, en lo que intentó ser una repetición del ataque de 1940. Sin embargo, en esta ocasión ni la calidad de las fuerzas es equiparable, ni el enemigo es el mismo ni se encuentra en las condiciones de esa fecha.

## Nota
1. ↑  Grandes batallas de la historia. Las Ardenas (sic), Eagle Media & DiskoDVD Vision, 2009.

- Datos: Q5832062